# Culex mammilifer
Culex mammilifer är en tvåvingeart som först beskrevs av George Frederick Leicester 1908.  Culex mammilifer ingår i släktet Culex och familjen stickmyggor. Inga underarter finns listade i Catalogue of Life.